# World RX de Portugal 2015
El World RX de Portugal 2015, oficialmente Bompiso Rallycross of Portugal fue la primera prueba de la Temporada 2015 del Campeonato Mundial de Rallycross. Se celebró del 25 al 26 de abril de 2015 en la Pista Automovél de Montalegre ubicada en la ciudad de Montalegre, Distrito de Vila Real, Portugal. 
La prueba fue ganada por Johan Kristoffersson quien consiguió su primera victoria de la temporada y de su carrera a bordo de su Volkswagen Polo, Petter Solberg término en segundo lugar en su Citroën DS3 y Timmy Hansen finalizó tercero con su Peugeot 208.
En RX Lites, el sueco Kevin Eriksson consiguió su primera victoria en la temporada, fue acompañado en el podio por su compatriota Kevin Hansen y el noruego Joachim Hvaal .

## Supercar

### Series
| Pos.            | No. | Piloto                | Equipo                          | Auto            | H1  | H2  | H3  | H4  | Pts |
| --------------- | --- | --------------------- | ------------------------------- | --------------- | --- | --- | --- | --- | --- |
| 1               | 1   | Petter Solberg        | SDRX                            | Citroën DS3     | 3º  | 1º  | 5º  | 1º  | 16  |
| 2               | 17  | Timmy Hansen          | Team Peugeot-Hansen             | Peugeot 208     | 2º  | 5º  | 1º  | 5º  | 15  |
| 3               | 13  | Andreas Bakkerud      | Olsbergs MSE                    | Ford Fiesta ST  | 1º  | 2º  | 2º  | 18º | 14  |
| 4               | 3   | Johan Kristoffersson  | Volkswagen Team Sweden          | Volkswagen Polo | 14º | 3º  | 3º  | 3º  | 13  |
| 5               | 10  | Mattias Ekström       | EKS RX                          | Audi S1         | 8º  | 10º | 4º  | 2º  | 12  |
| 6               | 57  | Toomas Heikkinen      | Marklund Motorsport             | Volkswagen Polo | 5º  | 9º  | 9º  | 4º  | 11  |
| 7               | 45  | Per-Gunnar Andersson  | Marklund Motorsport             | Volkswagen Polo | 7º  | 4º  | 8º  | 8º  | 10  |
| 8               | 21  | Davy Jeanney          | Team Peugeot-Hansen             | Peugeot 208     | 15º | 6º  | 6º  | 11º | 9   |
| 9               | 4   | Robin Larsson         | Larsson Jernberg Racing Team    | Audi A1         | 4º  | DNF | 7º  | 6º  | 8   |
| 10              | 42  | Timur Timerzyanov     | Namus OMSE                      | Ford Fiesta ST  | 6º  | 7º  | 11º | 16º | 7   |
| 11              | 15  | Reinis Nitišs         | Olsbergs MSE                    | Ford Fiesta ST  | 9º  | 11º | 13º | 9º  | 6   |
| 12              | 7   | Manfred Stohl         | World RX Team Austria           | Ford Fiesta     | 10º | 13º | 12º | 14º | 5   |
| 13              | 87  | Jean-Baptiste Dubourg | Jean-Baptiste Dubourg           | Citroën C4      | 13º | 12º | 16º | 13º | 4   |
| 14              | 76  | Mario Barbosa         | Compincar Racing Team           | Citroën DS3     | 11º | 14º | 15º | 15º | 3   |
| 15              | 33  | Liam Doran            | SDRX                            | Citroën DS3     | 16º | 8º  | DNF | 10º | 2   |
| 16              | 99  | Tord Linnerud         | Volkswagen Team Sweden          | Volkswagen Polo | 12º | 16º | 17º | 12º | 1   |
| 17              | 92  | Anton Marklund        | EKS RX                          | Audi S1         | DNF | DNF | 10º | 7º  |     |
| 18              | 41  | Joaquim Santos        | Bompiso Racing Team             | Ford Focus      | 17º | 17º | 18º | 20º |     |
| 19              | 31  | Max Pucher            | World RX Team Austria           | Ford Fiesta     | 18º | 18º | 19º | 19º |     |
| 20              | 55  | René Münnich          | All-Inkl.com Münnich Motorsport | Audi S3         | DNS | 15º | DNF | 17º |     |
| 21              | 77  | Alx Danielsson        | All-Inkl.com Münnich Motorsport | Audi S3         | DNS | DNS | 14º | DNF |     |
| Reporte Oficial |     |                       |                                 |                 |     |     |     |     |     |

### Semifinales
Semifinal 1
| Pos.            | No. | Piloto               | Equipo                       | Tiempo    | Pts |
| --------------- | --- | -------------------- | ---------------------------- | --------- | --- |
| 1               | 1   | Petter Solberg       | SDRX                         | 04:27.548 | 6   |
| 2               | 13  | Andreas Bakkerud     | Olsbergs MSE                 | +0.530    | 5   |
| 3               | 45  | Per-Gunnar Andersson | Marklund Motorsport          | +2.236    | 4   |
| 4               | 10  | Mattias Ekström      | EKS RX                       | +2.592    | 3   |
| 5               | 15  | Reinis Nitišs        | Olsbergs MSE                 | +4.168    | 2   |
| 6               | 4   | Robin Larsson        | Larsson Jernberg Racing Team | +4.606    | 1   |
| Reporte Oficial |     |                      |                              |           |     |

Semifinal 2
| Pos.            | No. | Piloto               | Equipo                 | Tiempo    | Pts |
| --------------- | --- | -------------------- | ---------------------- | --------- | --- |
| 1               | 3   | Johan Kristoffersson | Volkswagen Team Sweden | 04:21.081 | 6   |
| 2               | 17  | Timmy Hansen         | Team Peugeot-Hansen    | +0.921    | 5   |
| 3               | 21  | Davy Jeanney         | Team Peugeot-Hansen    | +3.248    | 4   |
| 4               | 57  | Toomas Heikkinen     | Marklund Motorsport    | +5.305    | 3   |
| 5               | 42  | Timur Timerzyanov    | Namus OMSE             | +7.524    | 2   |
| 6               | 7   | Manfred Stohl        | World RX Team Austria  | +8.512    | 1   |
| Reporte Oficial |     |                      |                        |           |     |

### Final
| Pos.            | No. | Piloto               | Equipo                 | Tiempo    | Pts |
| --------------- | --- | -------------------- | ---------------------- | --------- | --- |
| 1               | 3   | Johan Kristoffersson | Volkswagen Team Sweden | 04:34.242 | 8   |
| 2               | 1   | Petter Solberg       | SDRX                   | +3.790    | 5   |
| 3               | 17  | Timmy Hansen         | Team Peugeot-Hansen    | +11.687   | 4   |
| 4               | 21  | Davy Jeanney         | Team Peugeot-Hansen    | +12.925   | 3   |
| 5               | 13  | Andreas Bakkerud     | Olsbergs MSE           | +16.990   | 2   |
| 6               | 45  | Per-Gunnar Andersson | Marklund Motorsport    | +1 Vuelta | 1   |
| Reporte Oficial |     |                      |                        |           |     |

## RX Lites

### Series
| Pos.            | No. | Piloto              | Equipo                              | H1  | H2  | H3  | H4  | Pts |
| --------------- | --- | ------------------- | ----------------------------------- | --- | --- | --- | --- | --- |
| 1               | 39  | Kevin Eriksson      | Olsbergs MSE                        | 1º  | 1º  | 1º  | 1º  | 16  |
| 2               | 71  | Kevin Hansen        | Peugeot Red Bull Hansen Junior Team | 2º  | 9º  | 2º  | 3º  | 15  |
| 3               | 98  | Oliver Eriksson     | Olsbergs MSE                        | 5º  | 2º  | 5º  | 4º  | 14  |
| 4               | 77  | Tobias Brink        | Tobias Brink                        | 3º  | 3º  | 3º  | 7º  | 13  |
| 5               | 8   | Simon Wago Syversen | SET Promotion                       | 7º  | 4º  | 4º  | 2º  | 12  |
| 6               | 51  | Sandra Hultgren     | Olsbergs MSE                        | 6º  | 8º  | 7º  | 5º  | 11  |
| 7               | 7   | Krzysztof Holowczyc | Lotto Team                          | 4º  | 6º  | 10º | 8º  | 10  |
| 8               | 52  | Simon Olofsson      | Simon Olofsson                      | 8º  | 7º  | 8º  | 6º  | 9   |
| 9               | 99  | Joachim Hvaal       | JC Raceteknik                       | 9º  | 5º  | 6º  | EXC | 8   |
| 10              | 69  | Martin Kaczmarski   | Lotto Team                          | 10º | DNS | 9º  | 9º  | 7   |
| Reporte Oficial |     |                     |                                     |     |     |     |     |     |

### Semifinales
Semifinal 1
| Pos.            | No. | Piloto              | Equipo        | Tiempo    | Pts |
| --------------- | --- | ------------------- | ------------- | --------- | --- |
| 1               | 39  | Kevin Eriksson      | Olsbergs MSE  | 04:24.912 | 6   |
| 2               | 7   | Krzysztof Holowczyc | Lotto Team    | +4.009    | 5   |
| 3               | 99  | Joachim Hvaal       | JC Raceteknik | +12.922   | 4   |
| 4               | 98  | Oliver Eriksson     | Olsbergs MSE  | +1 Vuelta | 3   |
| EXC             | 8   | Simon Wago Syversen | SET Promotion | Excluido  | 0   |
| Reporte Oficial |     |                     |               |           |     |

Semifinal 2
| Pos.            | No. | Piloto            | Equipo                              | Tiempo     | Pts |
| --------------- | --- | ----------------- | ----------------------------------- | ---------- | --- |
| 1               | 71  | Kevin Hansen      | Peugeot Red Bull Hansen Junior Team | 04:23.698  | 6   |
| 2               | 77  | Tobias Brink      | Tobias Brink                        | +0.824     | 5   |
| 3               | 51  | Sandra Hultgren   | Olsbergs MSE                        | +3.368     | 4   |
| 4               | 69  | Martin Kaczmarski | Lotto Team                          | +5.300     | 3   |
| 5               | 52  | Simon Olofsson    | Simon Olofsson                      | +6 Vueltas | 2   |
| Reporte Oficial |     |                   |                                     |            |     |

### Final
| Pos.            | No. | Piloto              | Equipo                              | Tiempo     | Pts |
| --------------- | --- | ------------------- | ----------------------------------- | ---------- | --- |
| 1               | 39  | Kevin Eriksson      | Olsbergs MSE                        | 04:38.491  | 8   |
| 2               | 71  | Kevin Hansen        | Peugeot Red Bull Hansen Junior Team | +5.665     | 5   |
| 3               | 99  | Joachim Hvaal       | JC Raceteknik                       | +8.970     | 4   |
| 4               | 77  | Tobias Brink        | Tobias Brink                        | +10.128    | 3   |
| 5               | 7   | Krzysztof Holowczyc | Lotto Team                          | +5 Vueltas | 2   |
| 6               | 51  | Sandra Hultgren     | Olsbergs MSE                        | +6 Vueltas | 1   |
| Reporte Oficial |     |                     |                                     |            |     |

## Campeonatos tras la prueba
| Pos | Piloto               | Pts | Dif |
| --- | -------------------- | --- | --- |
| 1   | Johan Kristoffersson | 27  |     |
| 2   | Petter Solberg       | 27  | 0   |
| 3   | Timmy Hansen         | 24  | +3  |
| 4   | Andreas Bakkerud     | 21  | +6  |
| 5   | Davy Jeanney         | 16  | +11 |

| Pos | Piloto              | Pts | Dif |
| --- | ------------------- | --- | --- |
| 1   | Kevin Eriksson      | 30  |     |
| 2   | Kevin Hansen        | 26  | +4  |
| 3   | Tobias Brink        | 21  | +9  |
| 4   | Oliver Eriksson     | 17  | +13 |
| 5   | Krzysztof Holowczyc | 17  | +13 |

- Nota: Solo se incluyen las cinco posiciones principales.